# Tormenta invernal en América del Norte de 2022
La tormenta invernal en América del Norte de 2022 fue un ciclón bomba extratropical que en diciembre trajo ventiscas y tormentas invernales a gran parte de Canadá, los Estados Unidos, y el norte de México, lo que ha provocando la muerte de 91 personas, colisiones de vehículos y cierres de carreteras, y ha cancelado o retrasado más de 10 000 vuelos durante los ajetreados viajes de temporada de Navidad.
La tormenta fue nombrada extraoficialmente Winter Storm Elliott por The Weather Channel. El Servicio Meteorológico Nacional en Búfalo, Nueva York, predijo que esta sería una «tormenta única en una generación».

## Antecedentes
La tormenta comenzó a formarse el 22 de diciembre de 2022 y se fortaleció sobre las Llanuras del Norte. Comenzó a intensificarse durante el día siguiente, y The Weather Channel predijo que se convertiría en un ciclón bomba. El 23 de diciembre, el Servicio Meteorológico Nacional confirmó que ocurrieron condiciones de ventisca en Cincinnati, Ohio, a pesar de que no se emitió una advertencia de ventisca. Cuando la tormenta comenzó a salir del país, trajo la cuarta marea alta más alta registrada a Portland, Maine. Poco después, se emitió una advertencia de tormenta severa para la ciudad de Nueva York y Long Island. La tormenta también provocó un récord de nieve con efecto lago en Búfalo, que al principio cayó como 1.98 pulgadas (50 mm) de lluvia, pero luego se convirtió en nieve y se acumuló hasta 43 pulgadas (110 cm), y las 37.25 horas de condiciones de ventisca de Buffalo se convirtieron en la ventisca más larga en la historia de la ciudad. Al día siguiente, el aire frío que dejó la tormenta trajo nieve con efecto oceánico a Cape Cod.
En Ontario, entre las estaciones meteorológicas de los aeropuertos que informan sobre la velocidad del viento y la visibilidad (Sarnia, London, Kitchener, Toronto, Hamilton, St. Catharines, Wiarton, Peterborough, Kingston, Ottawa), Kingston tuvo condiciones de ventisca (visibilidad reducida a 400 m o menos debido a ventisca de nieve) a partir de las 2:00 p. m. el 23 de diciembre hasta las 7:00 p. m. el 24 de diciembre, Wiarton tuvo condiciones de ventisca desde el mediodía hasta las 9:00 p. m. el 23 de diciembre y Chatham tenía una visibilidad de 200 metros desde las 8:00 a. m. hasta las 7 p. m.  Además, St. Catharines tenía siete horas de visibilidad de 400 metros (0.25 millas) o menos  y Hamilton tenía seis horas de 400 metros (0.25 millas) o menos de visibilidad, incluida una hora de visibilidad de cero metros. La mitad sur de la región del Niágara, incluido Fort Erie, tuvo condiciones de ventisca durante la mayor parte del 23 y 24 de diciembre, lo que resultó en un estado de emergencia regional y tantos automóviles varados en las carreteras que las quitanieves dejaron de hacerlo.
Los vientos de la tormenta crearon un seiche en el lago Erie, lo que resultó en niveles de agua bajos sin precedentes en la cuenca occidental del lago.

## Preparaciones
El 22 de diciembre de 2022, el presidente Joe Biden pidió a los estadounidenses que "tomen esta tormenta muy en serio".
El 21 de diciembre, el gobernador de Georgia, Brian Kemp, declaró el estado de emergencia y advirtió al público. El 22 de diciembre, la gobernadora de Dakota del Sur, Kristi Noem, declaró una emergencia por tormentas invernales para el estado y activó la guardia nacional. Para el 22 de diciembre, también se declaró el estado de emergencia en Colorado, Connecticut, Kansas, Kentucky, Maryland, Misuri, Carolina del Norte, Nueva York, Oklahoma, Virginia Occidental y Wisconsin.
Environment Canada emitió una advertencia de ventisca para una gran franja del suroeste y medio oeste de Ontario (en particular, sin incluir Toronto y Greater Golden Horseshoe), así como el sur de la región de Niagara, áreas al este de Georgian Bay y el extremo este del lago Ontario, incluido Kingston, mientras que se emitieron advertencias de tormenta de invierno para el resto del sur de Ontario.

## Impacto del fenómeno natural

### Tormenta invernal de principios de noviembre
A partir de la tarde del 9 de noviembre, una tormenta de nieve significativa afectó el Medio Oeste de los Estados Unidos.  El Centro de Predicción de Tormentas emitió una Discusión de Mesoescala de 1938 que indica que partes de Dakota del Norte y Minnesota tendrían tasas de nevadas de 1 a 2 pulgadas (2.5 a 5.1 cm) por hora durante gran parte del día el 10 de noviembre. El 10 de noviembre, 0.5 a 1 pulgada (Se informó de 1.3 a 2.5 cm) de hielo al oeste-noroeste de Westwood Colony, Dakota del Sur. En la carretera interestatal 94 en Dakota del Norte, un choque múltiple de al menos dos docenas de automóviles resultó en “numerosos” heridos, pero ninguna muerte. Entre Fargo y Grand Forks, partes de la Interestatal 29 cerradas. Se informaron 7 pulgadas (18 cm) de nieve en Ralph, Dakota del Sur.  En Bismarck, Dakota del Norte, cayeron 43 cm (17.0 pulgadas), lo que lo convierte en el segundo día con más nieve registrado en Bismarck. The Winter Storm fue nombrada extraoficialmente Winter Storm Alejandra por The Weather Channel.

### Tormenta de nieve de mediados de noviembre
Una intensa tormenta de nieve con efecto lago produjo acumulaciones masivas de nieve en el área metropolitana de Buffalo. En preparación para la tormenta, el juego de la NFL entre los Buffalo Bills y los Cleveland Browns se trasladó a Detroit. Además, la gobernadora de Nueva York, Kathy Hochul, declaró estado de emergencia para 11 condados en el norte del estado de Nueva York. En la autopista New York Thruway al oeste de la salida 46, la vía cerró el 17 de noviembre a las 4:00 p. m. Múltiples estaciones de Amtrak como Buffalo, Niagara Falls y Depew, y el condado de Eric suspendieron todo el servicio de autobús.  Hamburgo registró 34 pulgadas (86 cm) de nieve a las 8 a. m. del 18 de noviembre. A las 2:30 p. m., esa cantidad aumentó a 37 pulgadas (94 cm), con 42.3 pulgadas (107 cm) en Orchard Park. En Buffalo, de 8:00 a 9:00 p. m. cayeron 7.9 cm (3.1 pulgadas). Reed Timmer midió 50 pulgadas de nieve a las 9:30 p. m. en Hamburgo. Más de 6,000 clientes se quedaron sin electricidad. La misma tormenta con efecto lago también azotó partes de Ohio con hasta 44 cm (17.2 pulgadas) de nieve en 12 horas. En la mañana del 19 de noviembre, Hamilton Park reportó 70.9 pulgadas de nieve. Orchard Park alcanzó 80 pulgadas de nieve y 66 pulgadas de nieve en 24 horas, lo que rompió el récord para el área. El Aeropuerto Internacional de Buffalo reportó 36.6 pulgadas al final de la tormenta. Hamburgo, Nueva York, finalmente informó 81.2 pulgadas de nieve, siendo el total más alto de la tormenta. También se produjeron fuertes nevadas con efecto lago en Watertown, donde se informaron 61 pulgadas de nieve. La nieve se amplificó parcialmente debido a las temperaturas muy cálidas del lago Erie de 52 °F (11 °C).

### Tormenta de nieve de mediados de diciembre
Se produjo una gran tormenta de nieve en las Grandes Llanuras relacionada con un brote de tornado, lo que provocó fuertes nevadas y lluvia helada. En Fargo, Dakota del Norte, se cancelaron todas las actividades extraescolares del 13 de diciembre. Partes de la Interestatal 80 en Nebraska y la Interestatal 76 en Colorado se cerraron debido a la tormenta de nieve, al igual que parte de la Interestatal 90 en Dakota del Sur. Partes de la Interestatal 29 también se cerraron a medida que se acercaba la tormenta. La acumulación de lluvia helada alcanzó un máximo de 0,40 pulgadas (1,0 cm) en Litchville, Dakota del Norte. Más al este, se verificaron condiciones de ventisca y tormentas de nieve en Duluth, Minnesota. Los cortes de energía totalizaron 45,000 en Minnesota, 70,000 en Wisconsin y 43,700 en Míchigan. En la Universidad de Penn State, la tormenta de nieve obligó a reprogramar los exámenes finales del 15 de diciembre al 16 y 17 de diciembre. Pequeñas porciones de la Interestatal 80 en Pensilvania cerraron debido a la tormenta. A partir de la mañana del 16 de diciembre, las acumulaciones de nieve alcanzaron los 29 cm (11,4 pulgadas) en Wilmington, Vermont. En New Hampshire, muchas regiones recibieron más de 20 pulgadas al final de la tormenta. En última instancia, más de 160.000 clientes en el noreste se quedaron sin electricidad, incluidos más de 100.000 solo en New Hampshire.

## Consecuencias

### Muertes
Las muertes relacionadas con tormentas ocurrieron por una serie de causas, como accidentes automovilísticos, caída de ramas, electrocuciones e intoxicaciones por monóxido de carbono.
En Oklahoma, las peligrosas condiciones de las carreteras causadas por la tormenta causaron múltiples accidentes y una persona murió. En Kentucky, tres personas murieron; dos murieron como resultado de accidentes automovilísticos, mientras que el otro estaba en "inseguridad de vivienda". En Ohio, un accidente que involucró a más de 50 vehículos en los carriles hacia el este de Ohio Turnpike en el condado de Sandusky cerró la carretera durante varias horas y causó 4 muertes. La intensa ventisca en la región de Buffalo en Nueva York provocó 28 muertos, muchos de ellos peatones desorientados y conductores varados en sus automóviles durante más de dos días.

### Daños a las infraestructuras
Se produjeron interrupciones de viaje generalizadas de todos los modos en el área afectada.
En el área de Seattle, todos los autobuses operados por King County Metro y Sound Transit fueron cancelados debido a las condiciones del hielo en las carreteras. El monorriel del Seattle Center también fue suspendido.
Una colisión de cincuenta vehículos ocurrió el viernes por la tarde en la autopista de peaje de Ohio en dirección este en el condado de Sandusky, Ohio, y la eventual colisión se extendió a través de la frontera del condado hasta el condado de Erie. El choque múltiple involucró al menos quince vehículos comerciales, incluidos camiones semirremolque. Se reportaron cuatro muertes, incluidos pasajeros en al menos tres vehículos diferentes, como resultado de este choque múltiple. Ambas direcciones de la autopista de peaje estuvieron cerradas en el tramo entre las rutas estatales 53 y 4 hasta la media tarde del sábado mientras las cuadrillas despejaban el camino.
En Míchigan, la Autoridad de Tránsito Regional del Sudeste de Míchigan canceló todos los autobuses entre Detroit y Ann Arbor el viernes debido a la tormenta. En Metro Detroit, SMART suspendió el servicio en sus tres rutas de autobús Park & Ride el viernes.
En Ontario, Canadá, GO Transit (que da servicio a Greater Golden Horseshoe alrededor de Toronto) anunció la implementación de su plan de nieve, que redujo el servicio de trenes en horas pico y suspendió los trenes expresos, y canceló algunos autobuses en la región de Niágara, donde se anticipaban vientos de 100 km/h. En Toronto, la Comisión de Tránsito suspendió el servicio en 41 paradas de autobús en lugares montañosos y suspendió el servicio en la línea de tránsito rápido ligero de Scarborough.
En la Ciudad de Nueva York, el ferry de Staten Island estuvo suspendido alrededor de una hora.

### Vuelos aplazados y/o cancelados
La tormenta obligó a cancelar al menos 1000 vuelos antes del 21 de diciembre, según la empresa de seguimiento de vuelos FlightAware, y el Aeropuerto Internacional de Denver canceló 500 vuelos. El 22 de diciembre, FlightAware informó que se habían retrasado o cancelado más de 10.000 vuelos.
En Massachusetts, el Aeropuerto Internacional Logan de Boston se vio obligado a cancelar todos los vuelos el 23 de diciembre del 2022. Esto generó problemas importantes para muchos que viajaban durante las vacaciones.
La tormenta cerró dos de las tres pistas operativas del Aeropuerto Internacional Seattle-Tacoma. Alaska Airlines detuvo temporalmente los vuelos desde el Aeropuerto Internacional de Seattle-Tacoma y el Aeropuerto Internacional de Portland el 23 de diciembre. WestJet canceló 126 vuelos en Columbia Británica y 140 vuelos en Ontario y Quebec.
El día de Navidad, Southwest Airlines canceló el 48 por ciento de sus vuelos programados. Al día siguiente, 26 de diciembre de 2022, Southwest canceló otros 2886 vuelos, lo que representó aproximadamente el 70% de los vuelos programados de ese día. El Departamento de Transporte de los Estados Unidos calificó las cancelaciones como "inaceptables" y dijo que "examinaría de cerca" las acciones de Southwest.

### Cierres de carreteras y choques-colisiones
Los cierres de carreteras también fueron frecuentes durante la tormenta. En Dakota del Norte, partes de la Interestatal 94, la Ruta 281 de los EE. UU., la Ruta 52 de los EE. UU. y la Carretera 46 de Dakota del Norte cerraron. Partes de la Interestatal 435 también cerraron en Kansas City, Misuri. En Nueva Jersey, varias carreteras interestatales, así como la Ruta 440 de Nueva Jersey, se cerraron a los viajes comerciales hasta nuevo aviso a partir de las 9:00 a. m. del 23 de diciembre. La Interestatal 94 tuvo múltiples accidentes importantes en el oeste de Míchigan.  Se cerraron varias carreteras importantes en el oeste de Nueva York. Parte de Henry Hudson Parkway cerró en el Bronx. Ohio Turnpike se cerró en ambas direcciones debido a múltiples choques, uno de los cuales involucró a más de 50 vehículos y resultó en 4 muertes. En el condado de Gallatin, Kentucky, la Interestatal 71 cerró debido a múltiples accidentes.
En el suroeste de Ontario, la autopista 401 se cerró el 23 de diciembre entre Londres y Tilbury, al oeste de Chatham, debido a que alrededor de 100 vehículos, incluidos numerosos remolques de tractores, estuvieron involucrados en múltiples colisiones, mientras que la autopista 402 se cerró entre Londres y Sarnia debido a un 50 colisión de vehículos y condiciones de deterioro. Temprano en la tarde, la Policía Provincial de Ontario (OPP) anunció que todas las autopistas y carreteras en los condados de Perth y Huron estaban cerradas debido a la tormenta de nieve, mientras que más tarde en la tarde la OPP cerró todas las autopistas y carreteras en los condados de Bruce y Dufferin, algunas en Gray. County y Highway 21 entre Sarnia y Grand Bend dentro del condado de Lambton. Todos los puentes entre la región del Niágara de Canadá y el área de las Cataratas del Niágara/Buffalo del estado de Nueva York se cerraron a las 4:30 p. m. el 23 de diciembre debido a las prohibiciones de viaje en todo el condado en el estado de Nueva York. El QEW en la región sur de Niágara estuvo cerrado del 23 al 25 de diciembre debido a las fuertes nevadas y ventiscas. Si bien la autopista 401 se reabrió a primera hora de la tarde del 24 de diciembre, la autopista 402 y todas las carreteras en los condados de Perth, Huron, Bruce y Gray permanecieron cerradas la noche del 24 de diciembre.
En el este de Ontario, la OPP cerró todas las carreteras en el condado de Prince Edward desde el 24 de diciembre hasta la mañana del 26 de diciembre debido a la nula visibilidad, la acumulación de nieve y muchos autos abandonados en las carreteras. La carretera 417 entre Ottawa y la frontera entre Ontario y Quebec estuvo cerrada desde las 11:00 a. m. del 24 de diciembre hasta las 9:00 a. m. Ontario, la autopista 11 se cerró desde Orillia hasta Huntsville a partir del 25 de diciembre.
En la víspera de Navidad, un autobús se estrelló en la autopista 97C de Columbia Británica entre Kelowna y Merritt debido al hielo en las carreteras después de la tormenta, matando a cuatro personas e hiriendo a 36.